# Косачівка (річка)
Косачівка — річка в Україні, у Коломийському районі Івано-Франківської області, права притока Добровідки (басейн Дунаю).

## Опис
Довжина річки 10  км, похил річки — 6,7 м/км. Формується з багатьох безіменних струмків.  Площа басейну 34,5 км².

## Розташування
Бере початок на південному сході від Лісної Слобідка. Тече переважно на південний схід і в місті Коломиї впадає у річку Добровідку, ліву притоку Пруту. 
Річку перетинає автомобільно дорога Н10.